# Five Fingers
 Coordenadas : formato inválido
Five Fingers é um povoado localizado na província canadense de New Brunswick.